# Trachea atritornea
Trachea atritornea là một loài bướm đêm trong họ Noctuidae.